# Sylvia Hanika
Sylvia Hanika (ur. 30 listopada 1959 w Monachium) – niemiecka tenisistka, finalistka wielkoszlemowego French Open 1981, zwyciężczyni turnieju WTA Finals 1982.

## Kariera sportowa
Kariera zawodowa leworęcznej Niemki przypadła na lata 1977–1990 i przyczyniła się do popularyzacji tenisa w Niemczech krótko przed erą takich gwiazd jak Steffi Graf, Boris Becker czy Michael Stich. W 1979 Hanika awansowała do czołowej dwudziestki na świecie, zdobywając jednocześnie wyróżnienie WTA dla zawodniczki, która w sezonie poczyniła największe postępy. W 1981 została finalistką French Open (pokonała w drodze do finału Navrátilovą i Jaeger, przegrała z Mandlíkovą 2:6, 4:6), a rok później triumfowała w WTA Finals (w finale pokonała Navrátilovą 1:6, 6:3, 6:4). Ponadto wygrała pięć innych turniejów w grze pojedynczej oraz jeden turniej deblowy.
Poza finałem French Open kilkakrotnie docierała do ćwierćfinałów wielkoszlemowych (m.in. trzykrotnie w US Open). W turnieju WTA Finals startowała sześciokrotnie; poza zwycięstwem w 1982 dwukrotnie docierała do półfinału. W 1987 w 1 rundzie wyeliminowała Chris Evert, odnosząc pierwsze zwycięstwo nad Amerykanką w karierze po piętnastu porażkach (wcześniej nie udało się Hanice wygrać nawet seta z Evert), by w półfinale przegrać ze Steffi Graf. Wśród innych zawodniczek, które udało się jej pokonać były m.in. Wendy Turnbull, Rosalyn Fairbank, Arantxa Sánchez Vicario i Gabriela Sabatini.
W latach 1978–1988 broniła barw RFN w Fed Cup; występując zarówno jako singlistka, jak i deblistka wygrała 17 pojedynków, przegrała 11. W 1988 startowała także w igrzyskach olimpijskich w Seulu, ponosząc porażkę w 3 rundzie z Sabatini. Karierę sportową zakończyła po US Open we wrześniu 1990. Jej zarobki na korcie osiągnęły sumę prawie miliona trzystu tysięcy dolarów.
W 1989 wyszła za mąż (za Harolda Holdera), mieszka na stałe w Hiszpanii.
Wygrane turnieje:
- gra pojedyncza:
  - 1978 German Indoors
  - 1979 German Indoors
  - 1981 Seattle
  - 1982 Masters (Avon Championships)
  - 1984 Brighton
  - 1986 Ateny
- gra podwójna:
  - Adelaide (z Claudią Kohde-Kilsch)

Finały turniejowe (w grze pojedynczej):
- 1977 German Indoors
- 1978 Austrian Open
- 1979 Italian Open, Austrian Open
- 1980 Swiss Open
- 1981 French Open, Austrian Open, Cincinnati
- 1983 Boston, Waszyngton, US Indoors, Los Angeles, Oakland, Houston
- 1987 San Francisco, Mahwah
- 1988 Wichita, Aix-en-Provence